# Musa campestris
Musa campestris là một loài thực vật có hoa trong họ Musaceae. Loài này được Becc. mô tả khoa học đầu tiên năm 1902.